# Naho Ozawa
Pour les articles homonymes, voir Ozawa.
Naho Ozawa (小沢菜穂, Ozawa Naho), née le 26 janvier 1983 dans la préfecture de Kanagawa au Japon, est une mannequin de charme, chanteuse et actrice prolifique du film pornographique japonais. Elle décore des ongles artificiels pour occuper ses loisirs.

## Carrière

### 2002
Ozawa commence sa carrière dans le film pornographique au mois d'avril 2002 avec la vidéo My Birthday produite par la firme Sexia. Elle y est remarquée pour « sa magnifique poitrine aux bonnets D et...sa physionomie sexy ». Le mois suivant, à l'occasion de la sortie de Love Story, sa seconde vidéo, elle est considérée comme la « plus belle [des actrices du genre] pour l'année 2002 ». Elle y tient le rôle d'une élève du secondaire amnésique et violée (producteur: Sexia Try Heart).
Elle aborde le genre cosplay avec Cosplasshion (juin 2002). Ozawa, en costume d'infirmière, y est masturbée à l'aide d'un vibro masseur, subit un gang bang en costume de femme-chat et finit en habit de serveuse dans une scène de sexe avec les clients de l'établissement.
Dans Sexy Teacher's Secret Spot (juillet 2002), elle enseigne l'éducation sexuelle agrémentée d'un secret.
Sa cinquième vidéo I Wanna Suck (août 2002) révèle les talents d'Ozawa pour les fellations sur cinq acteurs différents. La vidéo comprend également quelques scènes cosplay ainsi qu'une scène de viol. Le DVD mis en vente le même mois comporte un extrait d'Ozawa émettant un éjaculat féminin pour la première fois.
Obscene Climax (septembre 2002) la montre entourée de dix acteurs du film pornographique et contrainte d'exécuter chaque ordre qui lui est donné. Le même mois, sortie de Sexia Milk où Ozawa est "taquinée" par plusieurs actrices; y compris par une Minori Aoi en uniforme scolaire et tenue de gymnastique.
La septième vidéo d'Ozawa, I Wanna See You (octobre 2002), est totalement filmée du point de vue du spectateur afin qu'il ressente le plus d'intimité possible avec l'actrice.
La huitième vidéo de la comédienne, Call Girl, lui fait jouer le rôle d'une call girl infantile mais aux joutes sexuelles provocantes.
Karami est sa neuvième et dernière vidéo pour la firme Sexia. Ozawa part en excursion avec les membres de l'équipe de tournage, engage la conversation avec eux et s'essaye à une scène lesbienne.
Sa collaboration avec Sexia prend fin avec les collections SEXIA Collection 2002 et ALL That's SEXIA, toutes deux tournées avec son amie Asuka Sakamaki également actrice pour la même Société de production,.
Pour sa première année de collaboration avec l'industrie du film pornographique, Ozawa reçoit le Prix de la Nouvelle Idole Japonaise de la Vidéo pour Adultes qui est attribué à la suite d'un vote organisé auprès des passionnés du genre.

### 2003
Au début de l'année 2003, Ozawa met fin à son contrat d'exclusivité avec Sexia et commence à travailler pour différents producteurs. Sexy Teacher Hunt (janvier 2003), sa première vidéo pour les studios MAX-A, sous le label Samantha, la retrouve dans le personnage d'une enseignante violée par ses élèves qui la torturent et l'obligent à pratiquer une fellation à chacun d'entre eux.
Au mois de février de cette même année 2003, elle fait son entrée, comme actrice principale, dans la série populaire Sexy Butt produite par Alice Japan. Elle tourne successivement en vêtements d'écolière, en bikini et en kimono.
Au mois de Mars elle intègre le P.I.N. (Perfect Idol's Number) avec cinq autres actrices du porno: Sayori Kamiya, Cocolo, Hitomi Hayasaka, Rei Itoh et Natsuki. Le groupe réalise un album photos et une vidéo.
Ozawa fait son entrée chez MAX-A, également en mars 2003, avec un film de bondage sur un thème sadomasochiste:The Confined Bodydoll. Elle aborde ensuite les films d'inceste avec Sexy Nurse Fucks Her Brother-in-Law (avril 2003) pour Alice Japan. Ozawa interprète une épouse et une infirmière sexuellement frustrées.
Fuck Naho Ozawa (juin 2003) donne l'occasion à l'actrice d'incarner trois types de prostituées différentes: une call girl, une étudiante et une dominatrice sadomasochiste. On retrouve l'artiste en autostopeuse dans One Style, une vidéo tournée à Hawaï et mise en vente au mois de juin 2003.
Elle devient une femme en proie à un impétueux désir de vengeance dans Sexy Jaguar (août 2003). Tout au long de cette vidéo signée Try Heart, Ozawa arbore des tenues vestimentaires extrêmement provocantes dans le but d'attirer les hommes qui lui ont fait du tort afin de mieux les détruire.
Ami Ayukawa est pressentie pour interpréter la première vidéo de la série Witch Hunt, produite par MAX-A en Août 2001. Ozawa fait son apparition en Septembre 2003 lors du troisième épisode. Le but de la série est de déterminer si l'actrice est une sorcière ou non en la soumettant à différents supplices sexuels ainsi qu'en l'humiliant. Sora Aoi rejoindra Ozawa un an plus tard pour le quatrième épisode de la série. Il a été dit que « seules les actrices charismatiques pouvaient figurer dans cette série ».
Avec le film My Girl produit par MAX-A, Ozawa entraine ses protagonistes dans une équipée torride au cours de laquelle chacun se lance dans une scène de sexe avec elle.
La dernière vidéo d'Ozawa en 2003, The Tale of Miss R　Part2 révèle une actrice totalement soumise au plaisir des hommes.

### 2004
La popularité d'Ozawa est toujours à son apogée trois ans après ses premiers pas en raison de ses scènes de sexe totalement décomplexées.
En janvier 2004, l'actrice renoue avec les studios MAX-A à l'occasion du tournage de Samantha Naho Ozawa vol.3: House of Witch. Ce même mois, Natural Born est mis sur le marché. La vidéo commence par un entretien au cours duquel Ozawa expose sa carrière et sa vie privée puis surviennent les scènes de sexe tournées en gros plans à l'aide d'une caméra de poing tenue par les acteurs eux-mêmes.
Naho Channel (février 2004) est basé sur l'apparition de l'actrice sur chaque programme d'une chaîne de télévision pour créer des situations chaudes inhabituelles: Ozawa manie un vibro masseur tout en donnant un cours de cuisine, elle ne porte pas de slip pendant le programme météo ou pratique une scène de sexe explicite lors d'une pièce de théâtre diffusée dans la journée.
Dans la vidéo Mirage (avril 2004) Ozawa est couchée auprès d'un acteur sur un lit environné de miroirs. L'actrice s'observe recevant un bukkake ou excitée manuellement avant d'être pénétrée.
Oral Infection (mai 2004) est l'occasion pour la comédienne de démontrer son adresse et ses techniques de fellation.
Persona est une autre vidéo sur le thème de rapports oraux entourés de mystère. Ozawa tient le rôle d'une femme constamment impliquée dans des fellations sans pouvoir se souvenir comment elle en est arrivée là.
Ugly Dream: The Fate of a Young Wife (juillet 2004) est une autre vidéo basée sur du mystère. Ozawa est une femme fraîchement mariée qui rêve, en permanence, être violée.
Dans Shooting! (août 2004), l'actrice s'exhibe dans un parc et provoque sexuellement un acteur du film pornographique. Elle est alors agressée par un homme mûr muni d'un vibro masseur.
En 2004, Ozawa s'entoure de cinq autres actrices du film pornographique japonais pour former un groupe appelé L-Girls. Elles ont publié un album photos sur DVD.
The Lewd Legs paraît en septembre 2004. Ozawa incarne le personnage d'une lesbienne. C'est à cette époque que l'actrice devient également une chanteuse connue et appréciée.
Naho's Horny Private Life a pour but de révéler la vie privée de l'actrice avec son amant. On les voit tout d'abord se baigner ensemble puis chacun applique à l'autre qui une fellation, qui un cunnilingus. Ils vont ensuite acheter un vibro masseur qu'Ozawa utilise longuement sur sa personne.
Dans la vidéo New High School Teacher's Training: Memory of a Summer (novembre 2004), Ozawa tient le rôle d'une jeune femme qui rend visite à son vieil instituteur. Il s'ensuit une scène de sexe.
Ozawa est vêtue d'un uniforme scolaire et porte des lunettes dans Stylish Sex (décembre 2004). Elle s'offre dans une scène de sexe plus torride que jamais. La vidéo prend fin sur l'image de l'actrice se masturbant devant dix hommes qui ne tardent pas à prendre la relève.

### 2005
MAX-A commence l'année 2005 avec de nouvelles séries et choisit Ozawa pour en commencer la première. Ce DVD, intitulé Welcome to Max Airline!, est publié au mois de janvier et met en scène une hôtesse de l'air payant de sa personne auprès de chaque passager pendant le vol. Le même mois, l'actrice paraît dévêtue dans une vidéo image, The Naked "MAPPA", sans scène de sexe.
Au mois de février 2005, Ozawa fait son entrée dans la seconde vidéo de la série Night produite par MAX-A. L'artiste s'offre à deux reprises au cours de deux nuits consécutives et pour deux raisons différentes. Une première fois parce qu'elle se sent solitaire et en quête d'un companion. Elle paie pour assouvir ses besoins sexuels. La seconde fois elle se fait pénétrer sur un balcon simplement pour le plaisir physique.
My History (avril 2005) est le dernier tournage pour le compte de MAX-A après une collaboration de deux ans et quatre mois. Il s'agit d'une autobiographie.
Ozawa paraît également sur Night TV, une chaîne câblée réservée aux adultes où elle répond à des interviews avec d'autres amies également actrices du film pornographique.

## Filmographie (sélection)
| Titre du film                                                                      | Producteur          | Réalisateur          | Parution                                      |
| ---------------------------------------------------------------------------------- | ------------------- | -------------------- | --------------------------------------------- |
| My Birthday                                                                        | Try Heart/Sexia     | Toyozo/Yuya Natsuiro | 24 avril 2002                                 |
| Love Story                                                                         | Try Heart/Sexia     | Yuya Natsuiro        | 25 mai 2002                                   |
| Naho Ozawa in Cosplasshion 小沢菜穂のCosplasshion                                  | Try Heart/Sexia     | Yuya Natsuiro        | 11 juin 2002                                  |
| Sexy Teacher's Secret Spot 女教師の秘蜜                                            | Try Heart/Sexia     | Raijin               | 24 juillet 2002                               |
| I Wanna Suck タマにはしゃぶりたい                                                  | Try Heart/Sexia     | Raijin               | VHS: 25 août 2002 DVD: 20 août 2002           |
| All The Way おもいっきり！！                                                       | Raising Company     |                      | 20 septembre 2002                             |
| Obscene Climax ワイセツ クライマックス                                             | Try Heart           | Raijin               | 20 septembre 2002                             |
| SEXIA MILK セクシア ミルク                                                         | Try Heart           | Hassy                | VHS: 20 septembre 2002 DVD: 27 septembre 2002 |
| I Wanna See You あなたに逢いたい 小沢菜穂                                          | Try Heart           | Nankinjo             | 24 octobre 2002                               |
| Call Girl- Naho Ozawa コールガール痴女 小沢菜穂                                    | Try Heart           | Shinji Ebisu         | 18 novembre 2002                              |
| Karami- Naho Ozawa 華乱美 小沢菜穂                                                 | Try Heart           | Toyozo               | 20 décembre 2002 31 janvier 2003              |
| SEXIA Collection 2002 セクシアコレクション 2002                                    | Try Heart           | Koan Brothers        | 20 décembre 2002                              |
| ALL That's SEXIA                                                                   | Try Heart           |                      | 22 décembre 2002                              |
| Naho Ozawa in Sexy Teacher Hunt 女教師狩り in 小沢菜穂                             | MAX-A               | Kyosuke Murayama     | 21 janvier 2003                               |
| Sexy Butt 女尻 Mejiri                                                              | Alice Japan         | Kyosuke Murayama     | 28 février 2003                               |
| ＰＩＮ                                                                             | VEGA FACTORY        |                      | 25 mars 2003                                  |
| The Confined Bodydoll 監禁ボディドール                                             | MAX-A               | Yoshiho Fukuoka      | 28 mars 2003                                  |
| Sexy Nurse Fucks Her Brother-in-law ガマンできずに義弟としちゃう痴女ナースお姉さん | Babylon/Alice Japan | Kyosuke Murayama     | 25 avril 2003                                 |
| Erotic Mouth- Naho Ozawa 淫口 小沢菜穂                                             | Samansa/MAX-A       | Hirotaka Tashiro     | 30 mai 2003                                   |
| RED ZONE- Naho Ozawa RED ZONE 小沢菜穂                                             | Try Heart           |                      | 30 mai 2003                                   |
| Samantha Naho Ozawa サマンサ 小沢菜穂                                              | MAX-A               |                      | 20 juin 2003                                  |
| Fuck Naho Ozawa at Brothel 風俗で小沢菜穂としたいっ                                | Samansa/Alice Japan | Kyosuke Murayama     | 20 juin 2003                                  |
| ONE STYLE- Naho Ozawa ONE STYLE 小沢菜穂                                           | BLACKJACK           |                      | 27 juin 2003                                  |
| Sin and Punishment 罪と罰                                                          | VIP                 | Michiage Minimigumo  | 23 juillet 2003                               |
| Naho Ozawa in Inhumanity 小沢菜穂 人間崩壊                                         | VIP                 |                      | 15 août 2003                                  |
| Samantha- Naho Ozawa vol.2 サマンサ 小沢菜穂 VOL.2                                 | MAX-A               |                      | 22 août 2003                                  |
| Sexy Jaguar 淫女豹 小沢菜穂                                                        | Try Heart/Sexia     | Eitaro Onuma         | 22 août 2003                                  |
| Witch Hunt 3 魔女の棲み家 III                                                      | Samansa/MAX-A       | Hirobumi Isobe       | 20 septembre 2003                             |
| Welcome To Max Cafe ようこそMax Cafeへ！小沢菜穂                                   | Samantha/MAX-A      | Hirobumi Isobe       | 31 octobre 2003                               |
| M.V.P. Vol.5                                                                       | VIP                 | Chian Kurisu         | 14 novembre 2003                              |
| Sexy Butt CLIMAX 2003 VOL.2 女尻CLIMAX 2003 VOL.2                                  | Alice Japan         | Usagi Kanda          | 21 novembre 2003                              |
| My Girl my girl 小沢菜穂                                                           | Samansa/MAX-A       | Hitoshi Osamaru      | 28 novembre 2003                              |
| That's Sexia 2003 Best                                                             | Try Heart           |                      | 12 décembre 2003                              |
| The Tale of Miss R: Part2 R嬢の物語 第二章                                         | Samansa/MAX-A       | Maruni Nou           | 26 décembre 2003                              |
| Samantha Naho Ozawa vol.3 サマンサ 小沢菜穂 Vol.3                                  | MAX-A               |                      | 23 janvier 2004                               |
| NATURAL BORN/Naho Ozawa NATUAL BORN 小沢菜穂                                       | Samantha/MAX-A      | Hirofumi Isobe       | 30 janvier 2004                               |
| Welcome to Max Café! Naho Ozawa Max Cafeへようこそ！小沢菜穂                       | MAX-A               | Hirofumi Isobe       | 21 février 2004                               |
| Naho Channel なほチャンネル                                                        | Samantha/MAX-A      | Hirofumi Isobe       | 27 février 2004                               |
| Bubbly Heaven 逆ソープ天国 小沢菜穂                                                | Alice Japan         | Shigeo Katsuyama     | 19 mars 2004                                  |
| Blue File / Naho Ozawa ブルーファイル 小沢菜穂                                     | MAX-A               |                      | 23 avril 2004                                 |
| Mirage / Naho Ozawa ミラージュ 小沢菜穂                                            | MAX-A               | Jin Nomaru           | 30 avril 2004                                 |
| Sexy Teacher's Secret Spot BEST SELECTION Vol.1 女教師の秘蜜 ベストセレクト Vol.1  | Try Heart           |                      | 21 mai 2004                                   |
| Forced Fuck!! 強制猥褻FUCK！！                                                     | Try Heart           | Daihonzan Arakawa    | VHS: 28 mai 2004 DVD: 4 juin 2004             |
| Oral Infection / Naho Ozawa 口内感染 小沢菜穂                                      | MAX-A               | Kyosuke Murayama     | 28 mai 2004                                   |
| Persona / Naho Ozawa ペルソナ 小沢菜穂                                             | MAX-A               | Hirofumi Isobe       | 29 juin 2004                                  |
| Sexy Teacher's Secret Spot BEST SELECTION 女教師の秘蜜 ベストセレクト              | Try Heart           |                      | 9 juillet 2004                                |
| MORE MAX VI                                                                        | MAX-A               | Toshio               | 23 juillet 2004                               |
| Ugly Dream / Naho Ozawa 酷夢～ドリーム～ 小沢菜穂                                  | Try Heart           |                      | VHS: 30 juillet 2004 DVD: 6 août 2004         |
| Sin and Punishment and Smile... 罪と罰、そして恍惚…                                | VIP                 |                      | 31 août 2004                                  |
| SHOOTING! / Naho Ozawa SHOOTING！小沢菜穂                                          | Samansa/MAX-A       | Taira Takano         | 31 août 2004                                  |
| The Perfect AV!4 Hours of Beautiful Legs ザ・パーフェクトAV！美脚アイドル4時間     | VIP                 |                      | 17 septembre 2004                             |
| The Lewd Legs- Naho Ozawa ワイセツレッグ 小沢菜穂 Waisetsu Legs                    | Try Heart           |                      | 24 septembre 2004                             |
| Naho's Horny Private Life 菜穂のムラムラ私生活                                     | Samansa/MAX-A       | Hirofumi Isobe       | 29 octobre 2004                               |
| New High School Teacher's Training 新 高校教師                                     | ENGEL               | Hideo Shirosada      | 1er novembre 2004                             |
| The Perfect AV! Slutty Idol 4 hours ザ・パーフェクトAV！痴女アイドル4時間          | VIP                 |                      | 28 novembre 2004                              |
| TABOO / Naho Ozawa TABOO 小沢菜穂                                                  | Samansa/MAX-A       | Hirofumi Isobe       | 30 novembre 2004                              |
| Stylish Sex                                                                        | Samansa/MAX-A       | Jin Nohmaru          | 28 décembre 2004                              |
| Let's Confine! MAX MAX4 Hours やっぱり監禁だ！まっくすまっくす4時間                | MAX-A               |                      | 28 janvier 2005                               |
| Welcome to Max Airline! Naho Ozawa ようこそMax Airlineへ！小沢菜穂                 | Samansa/MAX-A       | Joji Nakai           | 28 janvier 2005                               |
| The Naked "MAPPA" / Naho Ozawa 真裸【MAPPA】 小沢菜穂                              | SHUFFLE             | Taro Hasegawa        | 30 janvier 2005                               |
| BLUE FILE / Naho Ozawa Vol.2 ブルーファイル 小沢菜穂 Vol.2                         | MAX-A               |                      | 25 février 2005                               |
| Night / Naho ナイト Naho                                                           | Samansa/MAX-A       | Jin Nohmaru          | 28 février 2005                               |
| Onanism Mates ONAメイツ                                                            | MAX-A               | Hirofumi Isobe       | 22 mars 2005                                  |
| TABOO HARD MIX                                                                     | MAX-A               | Toshio               | 29 mars 2005                                  |
| Barbie Girl / Naho Ozawa Barbie Girl 小沢菜穂                                      | MAX-A               | Jin Nohmaru          | 29 mars 2005                                  |
| My History/About Me / Naho Ozawa 自分史 小沢菜穂                                   | Samansa/MAX-A       | Hirofumi Isobe       | 26 avril 2005                                 |
| Onanism Mates 2 ONAメイツ 2                                                        | MAX-A               | Hirofumi Isobe       | 26 avril 2005                                 |
| Reverse Soap Heaven All Reserved Special 2005 逆ソープ天国貸切スペシャル 2005      | Alice Japan         | Usagi Kanda          | 29 avril 2005                                 |
| Lusting Uniform Collection 欲情制服コレクション                                    | MAX-A               | Toshio               | 29 avril 2005                                 |
| Welcome to Max Airline! / Naho Ozawa Max Airlineへようこそ！小沢菜穂               | MAX-A               |                      | 28 mai 2005                                   |
| Onanism Mates Perfect Collection ONAメイツ完全版                                   | MAX-A               |                      | 29 juillet 2005                               |
| Double Dream Special                                                               | REAL WORKS          |                      | Août 2005                                     |
| BLUE FILE / Naho Ozawa Vol.3 ブルーファイル 小沢菜穂 Vol.3                         | MAX-A               |                      | 30 septembre 2005                             |
| Sin and Punishment, Then Trance 罪と罰、そして恍惚・・・                           | VIP                 |                      | 11 novembre 2005                              |
| BLUE FILE / Naho Ozawa Vol.4 ブルーファイル 小沢菜穂Vol.4                          | MAX-A               |                      | 21 février 2006                               |
| If... Naho Ozawa Were My Pet                                                       | Million             |                      | 24 mars 2006                                  |

## Récompense
- 2002 Meilleur espoir féminin de la vidéo pornographique

## Sources
- (en) « Ozawa(Naho Ozawa) », AV Idol Directory (consulté le 3 février 2011);
- (ja) « 小沢菜穂 (Ozawa Naho) », JMDB (consulté le 23 juin 2007);
- (ja) « 小沢 菜穂 – Ozawa Naho (Profile) », 'Web I-dic' (consulté le 22 février 2007);
- (en) « About the Host », Night TV hosted by Naho Ozawa (consulté le 10 août 2007);
- (ja) « 小沢 菜穂 – Ozawa Naho (DVD list) », 'ryohin DVD' (consulté le 27 septembre 2007).